# The Serpent & the Sphere
The Serpent & the Sphere è il quinto album in studio del gruppo black metal statunitense Agalloch, pubblicato nel 2014.

## Tracce
1. Birth and Death of the Pillars of Creation – 10:28
2. (serpens caput) – 3:06
3. The Astral Dialogue – 5:11
4. Dark Matter Gods – 8:36
5. Celestial Effigy – 6:59
6. Cor Serpentis (the sphere) – 2:58
7. Vales Beyond Dimension – 6:48
8. Plateau of the Ages – 12:26
9. (serpens cauda) – 3:12

## Formazione
Gruppo
- John Haughm – chitarra, voce, percussioni
- Don Anderson – chitarre, piano, tastiere
- Jason William Walton – basso
- Aesop Dekker – batteria

Ospiti
- Nathanaël Larochette (Musk Ox) – chitarra acustica